# Gerichtsbezirk Wekelsdorf
Der Gerichtsbezirk Wekelsdorf (tschechisch: soudní okres Teplice) war ein dem Bezirksgericht Wekelsdorf unterstehender Gerichtsbezirk im Kronland Böhmen. Er umfasste Gebiete im Norden Böhmens im Okres Náchod. Zentrum des Gerichtsbezirks war die Stadt Wekelsdorf (Teplice). Das Gebiet gehörte seit 1918 zur neu gegründeten Tschechoslowakei und ist seit 1991 Teil der Tschechischen Republik.

## Geschichte
Die ursprüngliche Patrimonialgerichtsbarkeit wurde im Kaisertum Österreich nach den Revolutionsjahren 1848/49 aufgehoben. An ihre Stelle traten die Bezirks-, Landes- und Oberlandesgerichte, die nach den Grundzügen des Justizministers geplant und deren Schaffung am 6. Juli 1849 von Kaiser Franz Joseph I. genehmigt wurde. Auf dem Gebiet des späteren Gerichtsbezirks Wekelsdorf wurde im Kreis Königgrätz zunächst der Gerichtsbezirk Politz geschaffen, der 1854 die 42 Katastralgemeinden Bösig, Bukawic, Chliwitz, Deutsch Matha, Dörrengrund, Dreiborn, Groß-Dřevíč, Großlabany, Großledhui, Großpetrowic, Hochsichel, Hottendorf, Hutberg, Jibka, Johnsdorf, Lhota, Liebenau, Löchau, Machau, Marschau, Merkelsdorf, Mölten, Niederadersbach, Nieder-Dřevíč, Niedereichel, Niedermohren, Oberadersbach, Ober-Dřevíč, Obermohren, Oberwekelsdorf, Oberwernersdorf, Piekau, Polic, Skalka, Startstadt, Unterwekelsdorf, Unterwernersdorf, Wüstrei und Zdar umfasste. Der Gerichtsbezirk Politz bildete im Zuge der Trennung der politischen von der judikativen Verwaltung ab 1868 gemeinsam mit dem Gerichtsbezirk Braunau den Bezirk Braunau.
Erst im späten 19. Jahrhundert wurden die deutschsprachigen Gebiete vom Gerichtsbezirk Politz abgespalten und daraus der Gerichtsbezirk Wekelsdorf gebildet.
1900 umfasste der Gerichtsbezirk 13.556 Personen. Der Gerichtsbezirk Wekelsdorf wies 1910 eine Bevölkerung von 12.900 Personen auf, von denen 12.714 Deutsch und 104 Tschechisch als Umgangssprache angaben. Im Gerichtsbezirk lebten zudem 82 Anderssprachige oder Staatsfremde.
Durch die Grenzbestimmungen des am 10. September 1919 abgeschlossenen Vertrages von Saint-Germain kam der Gerichtsbezirk Wekelsdorf vollständig zur neugegründeten Tschechoslowakei, wobei die Gerichtseinteilung bis 1938 im Wesentlichen bestehen blieb. Nach dem Münchner Abkommen wurde das Gebiet dem Landkreis Braunau bzw. dem Sudetenland zugeschlagen und wurde nach dem Zweiten Weltkrieg Teil des Okres Náchod, zu dem es bis heute gehört. Nachdem die Bezirksbehörden im Zuge einer Verwaltungsreform 2003 ihre Verwaltungskompetenzen verloren, werden diese von den Gemeinden bzw. dem Královéhradecký kraj wahrgenommen, zudem das Gebiet um Teplice seit Beginn des 21. Jahrhunderts gehört.

## Gerichtssprengel
Der Gerichtssprengel umfasste Ende 1914 die 22 Gemeinden Chliwitz (Chlívce), Deutsch Matha (Německá Metuje), Dreiborn (Studnice), Hottendorf (Hodkovice), Jibka (Jívka), Johnsdorf (Janovice), Liebenau (Libná), Löchau (Lachov), Merkelsdorf (Zdoňov), Niederadersbach (Dolní Adršpach), Niedermohren (Dědov), Oberadersbach (Horní Adršpach), Oberdrewitsch (Horní Dřevíč), Obermohren (Javor), Oberwekelsdorf (Dolní Teplice), Oberwernersdorf (Horní Vernéřovice), Skalka (Skály), Starkstadt (Stárkov), Unterwekelsdorf (Horní Teplice), Unterwernersdorf (Dolní Vernéřovice), Wekelsdorf (Teplice nad Metují) und Wüstrei (Bystré).